# Vägen ut (film)
Vägen ut är en svensk dramakomedifilm från 1999 i regi av Daniel Lind Lagerlöf. Den utspelar sig i fängelsemiljö.

## Handling
Skådespelaren Reine får nog av teatern när hans kamrat blir varslad om uppsägning. På arbetsförmedlingen får han erbjudande om ett arbete som fritidsledare på Kumlaanstalten.
Han börjar sätta upp en pjäs i fängelset trots motstånd från fängelseledningen. Fångarna är måttligt intresserade tills de inser att de genom att delta i pjäsen ges en möjlighet att rymma.

## Om filmen
Teaterscenerna i filmen är inspelade på Södra Teatern på Mosebacke torg, Stockholm. Historien är inspirerad av en händelse 1985 då regissören Jan Jönson satte upp Samuel Becketts I väntan på Godot på Kumlafängelset. När pjäsen skulle visas utanför fängelset, i Göteborg, passade fyra av de fem fångarna på att rymma. Jönson själv har sagt att han inte tycker om filmen.
Björn Kjellman och Shanti Roney belönades med varsin Guldbagge för bästa manliga huvudroll respektive biroll.
Vägen ut har visats i SVT vid ett flertal tillfällen, bland annat i november 2018.

## Roller i urval
- Björn Kjellman – Reine, skådespelare
- Peter Haber – fångvaktaren Jakobsson
- Viveka Seldahl – Hillevi, Fängelsedirektör
- Thomas Hanzon – Ekman
- Oliver Loftéen – Andrej
- Göran Ragnerstam – Heikki
- Michael Nyqvist – Diego
- Shanti Roney – Glenn
- Lamine Dieng – Kostas
- Li-Xin Zhao – Cheng
- Tommy Karlsson – fången
- Chatarina Larsson – teaterchefen
- Jan Mybrand – Ralf, skådespelare
- Jonas Falk – KVS-ledamot
- Fyr Thorwald – Rolle

## Filmmusik i urval
- In the Summertime, kompositör och text Ray Dorset
- Symphony, kompositör Mark O'Sullivan, text Walter Bäcklin
- They Beat Their Children, kompositör Mark O'Sullivan, text Walter Bäcklin